# November 2004
Dit artikel geeft een chronologisch overzicht van alle belangrijke gebeurtenissen per dag in de maand november van het jaar 2004.

## Gebeurtenissen

### 1 november
- Israël - Bij een zelfmoordaanslag op de markt van Tel Aviv, worden drie Israëliërs vermoord en ongeveer 30 verwond. Het Volksfront voor de Bevrijding van Palestina eist de verantwoordelijkheid op. Het Israëlische leger doodt vier Palestijnen in Nablus, de stad waar de aanslagpleger vandaan kwam.
- Nederland - De Voedsel en Warenautoriteit (VWA) verbiedt het tentoonstellen van collecties sigarenbandjes en bierviltjes op ruilbeurzen, omdat dit in strijd is met de reclamebeperkende maatregelen voor alcoholische dranken en rookartikelen.
- Frankrijk - Bij Pau, in de Aspevallei is Canelle, de enige bekende berin die nog in de Pyreneeën leefde, doodgeschoten door een jager. Haar jong kon ontkomen.

### 2 november
- Nederland - Gerrie Knetemann, Nederlands ex-wielrenner, wordt in Bergen (Noord-Holland) tijdens een mountainbiketocht met vrienden onwel, en overlijdt later in het ziekenhuis aan longembolie.
- Vlaanderen, België - Kardinaal Gustaaf Joos overlijdt op 81-jarige leeftijd in Gent. Hij was een studievriend van paus Johannes Paulus II. Hij kwam in de media door zijn controversiële uitspraken over homo’s en lesbiennes.
- Nederland - Regisseur Theo van Gogh wordt in Amsterdam door Mohammed Bouyeri neergeschoten en vervolgens met een mes doodgestoken. Een motoragent en een omstander raken gewond.
- Verenigde Staten - Vandaag zijn de Amerikaanse presidentsverkiezingen van 2004. Naast de president worden ook nog senatoren, sheriffs en andere functies verkozen. Diverse mensen klagen over niet ontvangen stemformulieren, fouten, het intimideren van kiezers en mogelijke fraude.
- EU - Javier Solana, de buitenlandcoördinator van de Europese Unie, komt met nieuwe plannen voor het vredesproces tussen Israël en de Palestijnen. De EU wil serieus werk maken van een volwaardige Palestijnse staat.

### 3 november
- Afghanistan - Hamid Karzai wint officieel de presidentsverkiezingen in Afghanistan met 55% van de stemmen. Waarnemers concluderen dat eerdere onregelmatigheden geen invloed hebben op het resultaat.
- Washington D.C., VS - De Republikeinse Partij roept George W. Bush uit tot winnaar van de Amerikaanse presidentsverkiezingen van 2004, maar de stemmen in Ohio, Iowa en New Mexico zijn nog niet officieel geteld. Later erkent John Kerry zijn verlies.
- Washington D.C., VS - De Republikeinen behalen naar een meerderheid in de Amerikaanse Senaat.
- Denemarken - Een vuurwerkfabriek in de woonwijk Seest van de stad Kolding explodeert na een brand, waarbij een brandweerman om het leven komt. Een groot deel van de wijk wordt verwoest.

### 4 november
- EU - In Brussel komt de Europese Raad van regeringsleiders bijeen. Het belangrijkste onderwerp is de Strategie van Lissabon, daarnaast komen andere onderwerpen aan de orde.
- EU - José Manuel Barroso maakt wijzigingen aan zijn nieuwe Europese Commissie bekend: de Italiaan Franco Frattini en de Let Andris Piebalgs vervangen hun afgewezen landgenoten.
- Nederland - Geert Wilders en Bart Jan Spruyt kondigen aan een nieuwe conservatieve politieke partij te gaan vormen.

### 5 november
- Nederland - Het kabinet en de sociale partners komen alsnog tot een akkoord over de cao's.
- Washington D.C., VS - Twee dagen na de presidentsverkiezing publiceert het Amerikaans ministerie van arbeid dat gedurende de maand oktober 2004 337.000 nieuwe banen ontstonden. Dat is bijna tweemaal zoveel als de consensusverwachting (169.000). De werkloosheid is verlaagd van 5,5% naar 5,4%, vanwege een verhoogd aantal nieuwe entrees in de arbeidsmarkt. De uitzonderlijke groei in banen wordt toegeschreven aan de natuurrampen in Florida.[1]

### 6 november
- Irak - Twee autobommen ontploffen in Samarra waarbij ten minste 34 doden vallen. In Ramadi raken twintig Amerikaanse soldaten gewond bij een mortieraanval.
- Nederland - Honderden etnische Marokkanen demonstreren in Den Haag tegen geweld.
- Ivoorkust - In de grootste stad Abidjan breken rellen uit nadat een Franse vredesmacht door regeringsvliegtuigen was aangevallen. De Fransen reageerden door die vliegtuigen te vernietigen, waarna het geweld escaleerde.
- Verenigd Koninkrijk - Een intercity botst op een stilstaande auto waarbij zes mensen omkomen en ongeveer 150 mensen gewond raken.
- Frankrijk - In Parijs komen Iran en Duitsland, Frankrijk en het Verenigd Koninkrijk (namens de EU) tot een voorwaardelijke, beperkte overeenkomst over Irans kernenergieprogramma.
- Nederland - De verkiezingen voor verschillende Waterschappen beginnen.

### 7 november
- Irak - Premier Iyad Allawi roept de noodtoestand uit in Irak, met uitzondering van het Koerdische noorden.
- Frankrijk - Bij de Oost-Franse plaats Avricourt is een betoger bij een transport van kernafval door een trein overreden en overleden.
- Nederland - Diverse moskeeën in Huizen, Breda en Rotterdam zijn het doelwit van brandstichting en vandalisme.

### 8 november
- Irak - 's Nachts beginnen Amerikaanse en Iraakse soldaten met de langverwachte aanval op Fallujah. In de stad houden zich naar schatting 1000 à 6000 volgelingen van terroristenleider Abu Musab al-Zarqawi op.
- Nederland - Ook vandaag worden er weer aanslagen gepleegd op islamitische gebouwen in Nederland. In Eindhoven vindt een explosie plaats in de hal van een Islamitische school die de toegang beschadigt. Een man wordt in IJsselstein gearresteerd voor het gooien van twee Molotovcocktails naar een moskee. Als reactie hierop kondigen verschillende lokale besturen aan dat islamitische gebouwen permanent bewaakt zullen worden.

### 9 november
- Nederland - In Uden brandt een Islamitische basisschool volledig uit. De brand is vermoedelijk aangestoken en er zijn leuzen aangebracht die verwijzen naar de vermoorde Theo van Gogh.
- België - Het Hof van Cassatie heeft de veroordeling wegens racisme van drie VZW's van het Vlaams Blok bevestigd. De partij zal naar verwachting onder een andere naam een doorstart maken.
- Nederland - Minister Remkes raakt in opspraak nadat opnieuw AIVD-informatie bij terroristen terechtgekomen lijkt te zijn. Ook zijn uitspraken over collega minister Donner niet goed gevallen. Remkes meldde gisteren in een interview dat Donner niet ver genoeg gaat in de strijd tegen het terrorisme.
- Nederland - Het Centraal Bureau voor de Statistiek meldt dat de bevolkingsgroei in het afgelopen kwartaal het laagst was sinds 1920.
- Irak - Iraakse opstandelingen hebben verschillende politiebureaus in de stad Baquba aangevallen, waarbij ten minste twintig agenten gedood werden. In Fallujah gaat de strijd ondertussen onverminderd door.
- Frankrijk - De Palestijnse leider Yasser Arafat is in een diep coma, volgens een zegsman van het ziekenhuis nabij Parijs. Vier Palestijnse leiders, waaronder Ahmed Qurei en Mahmoud Abbas zijn in het ziekenhuis aangekomen.
- Californië, VS - De aan populariteit winnende browser Mozilla Firefox 1.0 wordt vrijgegeven. Er zijn vertalingen in 14 talen beschikbaar, maar nog niet in het Nederlands.

### 10 november
- Nederland - In Den Haag sluit de politie, ondersteund door militairen, een gedeelte van de wijk Laakkwartier af. In een huis zouden zich vermeende terroristen ophouden. Zie ook Politie-inval in Laakkwartier in Den Haag
- India - De oudste gevangene ter wereld, de 107-jaar oude Nankau Prasad Mishra, wordt op borgtocht vrijgelaten.
- Nederland - LPF voorzitter Sergej Moleveld is aangehouden op verdenking van het verzenden van een valse dreigbrief aan zijn eigen partij. Hij had de dreigbrief per fax aan hem zelf gericht.

### 11 november
- Frankrijk - In een ziekenhuis in een voorstad van Parijs overlijdt de Palestijnse leider Yasser Arafat op 75-jarige leeftijd. Rawhi Fattuh wordt interim-president van de Palestijnse Autoriteit en Mahmoud Abbas hoofd van de PLO.
- Nederland - Minister Johan Remkes overleeft een motie van wantrouwen tijdens het terreurdebat van 11 november. De motie was ingediend door het onafhankelijke Kamerlid Geert Wilders, die vond dat Remkes fouten had gemaakt bij het aanpakken van terreur.
- Ierland - De Ierse president Mary McAleese is vandaag begonnen aan haar tweede ambtstermijn. Bij de recent gehouden verkiezingen hadden zich geen tegenkandidaten gemeld, zodat McAleese automatisch werd gekozen.

### 12 november
- Nederland - In Liempde wordt een paramilitair trainingscentrum van de PKK opgerold. Er zijn 29 mensen aangehouden. Het centrum was actief op een camping, de beheerder van deze camping is onder de gearresteerden. Ook elders in Nederland zijn invallen gedaan. Volgens het OM heeft de operatie niets te maken met onderzoeken naar moslimterreur.
- Indonesië / Nederland - Na forensisch onderzoek blijkt dat de op 7 september overleden Indonesische mensenrechtenactivist Munir is vergiftigd. Munir was per vliegtuig onderweg van Jakarta naar Amsterdam en werd aan boord onwel. Korte tijd later bezweek hij.
- Egypte / Palestina - Het stoffelijk overschot van de Palestijnse president Yasser Arafat wordt na een plechtigheid in de Egyptische hoofdstad Caïro overgevlogen naar Ramallah, alwaar hij wordt begraven.
- Irak - In de strijd om Fallujah melden de Amerikanen dat de rebellen zijn ingesloten in het zuidelijk deel van de Iraakse stad. Het lijkt een kwestie van tijd voordat de Amerikaanse soldaten de stad geheel innemen.

### 13 november
- Nederland - De voorzitter van de jongerenafdeling van de Turkse sociaal-religieuze beweging Milli Görüs, Mehmet Öztoprak, legt zijn functie neer nadat hij in een interview met een krant de Holocaust had ontkend.
- Nederland - In Helden (Limburg) gaat een moskee in vlammen op.
- Vlaanderen, België - In Antwerpen wordt het dragen van een boerka verboden.
- Irak - Amerikaanse en Iraakse strijdkrachten hebben de stad Fallujah na zes dagen van gevechten vrijwel volledig in handen. Zo'n 1000 rebellen zijn gedood, maar de Jordaniër Abu Musab al-Zarqawi wist te ontsnappen.

### 14 november
- Vlaanderen, België - Op 14 november 2004 vergadert het Vlaams Blok om zichzelf op te heffen en verder te gaan onder een andere naam (waarschijnlijk Vlaams Belang), dit naar aanleiding van een recente definitieve veroordeling voor racisme van de drie belangrijkste vzw's (VC, NV, NOS) die de praktische werking van de partij uitmaken.
- Palestijnse Autoriteit - Een ceremonie voor Yasser Arafat op de Gazastrook ontaardt in een vuurgevecht tussen leden van Hamas en beveiligers van presidentskandidaat Mahmoud Abbas.[2]
- Iran - Iran belooft aan het Internationaal Atoomenergie Agentschap om tijdelijk de opwekking van uranium stop te zetten.[3]
- Nederland - In Leeuwarden wordt het wereldrecord vallende dominostenen gebroken. Bij Domino Day 2004 vallen er 3.992.397 stenen omver.
- Argentinië - In Rosario winnen de Nederlandse hockeysters de Champions Trophy door Duitsland in de finale met 2-0 te verslaan.

### 15 november
- Namibië - In Namibië vinden vandaag en morgen verkiezingen plaats, zowel voor het presidentschap als het parlement. Presidentskandidaat Hifikepunye Pohamba is de waarschijnlijke winnaar.
- Washington D.C., VS - Vier Amerikaanse ministers, waaronder Colin Powell, bieden hun ontslag aan aan President George W. Bush.
- Iran sluit een overeenkomst met de Europese Unie - vertegenwoordigd door Duitsland, Frankrijk en het Verenigd Koninkrijk - om per 22 november haar verrijkingsprogramma voor uranium enige maanden stil te leggen.

### 16 november
- Heelal - De SMART-1 ruimtesonde, die op 28 september 2003 vanaf de lanceerbasis Centre Spatial Guyanais bij Kourou (Frans-Guyana) werd gelanceerd, komt in een elliptische polaire baan rond de maan. Het tuig zal in januari 2005 beginnen met het onderzoek.
- Washington D.C., VS - Medewerkers van het Witte Huis kondigen aan dat Condoleezza Rice de opvolger wordt van Colin Powell als minister van Buitenlandse Zaken.[4]

### 17 november
- Nederland - De Rijksvoorlichtingsdienst maakt bekend dat Prins Bernhard zeer waarschijnlijk aan longkanker lijdt. Behandeling is niet meer mogelijk.

### 18 november
- Vlaanderen, België - Een functionaris van een synagoge in Antwerpen wordt op straat neergeschoten. Hij overlijdt later in het ziekenhuis.
- Kenia - Bij de eerste vergadering van de Veiligheidsraad van de Verenigde Naties buiten New York in veertien jaar, neemt de Veiligheidsraad een motie aan waarin wordt opgeroepen tot vrede in Soedan.
- EU - Vlak voor de stemming over de Europese Commissie wordt onthuld dat Jacques Barrot, de Franse kandidaat voor de post Verkeer, zich in het verleden schuldig heeft gemaakt aan fraude met verkiezingsgeld.

### 20 november
- Zambia - Het Angolees voetbalelftal wint de achtste editie van de COSAFA Cup door in de finale Zambia na strafschoppen te verslaan.

### 22 november
- EU - In Brussel is de nieuwe Europese Commissie onder leiding van José Manuel Barroso geïnstalleerd.
- Noorwegen - In Lillehammer vindt het Junior Eurovisiesongfestival 2004 plaats.

### 23 november
- Nederland - De motie van Tweede Kamer-lid Lousewies van der Laan van D66 om het wetsartikel dat gaat over godslastering (art. 147 Wetboek van Strafrecht) te schrappen wordt niet aangenomen.
- Oekraïne - De premierverkiezingen lijken gewonnen te zijn door zittend premier Viktor Janoekovytsj die een pro-Russische koers vaart. Zijn rivaal Viktor Joesjtsjenko, die georiënteerd is op Europa en de Verenigde Staten, beschuldigt zijn tegenstander ervan dat de verkiezingen oneerlijk zijn verlopen; ook veel internationale waarnemers en Oekraïners zijn die mening toegedaan en daarom vinden protestdemonstraties plaats.
- Nederland - De radio-dj Wim Rigter, onder andere bekend van het AVRO programma Arbeidsvitaminen overlijdt aan slokdarmkanker. Hij is 37 jaar geworden.
- Nederland - in het EO programma Het Elfde Uur merkt de islamitische prediker Abdul-Jabbar van de Ven op dat hij Geert Wilders dood wenst. Hij hoopt daarbij niet dat Wilders door een moslim wordt gedood. In een latere persconferentie neemt van de Ven afstand van zijn uitspraken, en verklaart dat hij beter niet had kunnen antwoorden op de vragen van interviewer Andries Knevel. Hij neemt afstand van elke vorm van geweld, maar ziet zich toch genoodzaakt onder te duiken.

### 24 november
- Oekraïne - De kiesraad van Oekraïne roept Viktor Janoekovytsj uit tot winnaar van de verkiezingen. Hij kreeg 49,61% van de stemmen, tegen 46,61% voor Viktor Joesjtsjenko. Joesjtsjenko erkent de uitslag echter niet. De Verenigde Staten en Canada verwerpen de officiële verkiezingsuitslag van Oekraïne. De Europese Unie dringt aan op een hertelling van de stemmen.
- Nederland - De Raad van State besluit dat de gemeente Amsterdam voorlopig moet stoppen met de aanleg van nieuwe eilanden voor de nieuwbouwwijk IJburg, omdat de effecten op het milieu onvoldoende bekend zijn.

### 25 november
- Irak - Volgens de Iraakse minister Kassim Daoud, vinden Iraakse soldaten een laboratorium voor de productie van chemische wapens in Fallujah. Het zou een nieuw laboratorium zijn, dus geen verband hebben met de afgezette dictator Saddam Hoessein. De Amerikaanse strijdkrachten reageren zeer terughoudend.
- Oekraïne - Als voorzitter van de EU maakt Jan Peter Balkenende bekend dat Europa niet achter de verkiezingsuitslag in Oekraïne staat. Ook de Verenigde Staten en Canada erkennen de uitslag niet. Leiders roepen op tot een herziening van de uitslag. De Russische president Poetin vindt dat Europa en de VS zich niet moeten bemoeien met een interne aangelegenheid van Oekraïne.
- Nederland - De brand die vorige week een islamitische school in Uden verwoestte is waarschijnlijk aangestoken door drie kinderen van 14 en 15 jaar. Samen met nog drie andere tieners worden zij ook verdacht van poging tot brandstichting in een Udense moskee.[5]
- Nederland - De gemeenteraad van Amsterdam stemt voor een plan om binnen vijf jaar tolheffing in te voeren op wegen in en om de stad.[6]

### 26 november
- China - In de Chinese stad Ruzhou zijn acht middelbareschoolleerlingen door een nog onbekende man gedood. De kinderen werden neergestoken in de slaapzaal van de school.[7]
- Nederland - Minister Donner wil een verbod op het slaan van kinderen. Ook de 'opvoedende tik' moet volgens de minister verboden worden. Een tik kan te makkelijk leiden tot mishandeling, aldus de minister in een interview in Trouw.
- Nederland - Nadat zij zich tien jaar geleden terugtrok van deze markt heeft Philips besloten weer PC's te gaan bouwen. De PC's zullen worden verkocht in samenwerking met het Britse Dixons. * New York, VS - De dollar heeft een historisch dieptepunt bereikt, de koers van de dollar werd donderdag genoteerd op € 0,755. Sommige financiële markten laten de dollar vallen als gevolg van verlies van vertrouwen in de munt.
- Nederland - Zakenman Erik de Vlieger neemt de luchtvaartmaatschappij Dutchbird over. Eerder kocht hij al Air Holland.

### 27 november
- Oekraïne - Het parlement in Kiev wijst de uitslagen voor de tweede ronde van de presidentsverkiezingen af.
- Nederland - In het GelreDome te Arnhem vond de eerste editie van Dance4life tegen aids en hiv plaats. Zo'n 20.000 scholieren dansten tegelijk met leeftijdgenoten in Indonesië en Zuid-Afrika een speciaal ingestudeerd dansje. Het evenement komt elke 2 jaar terug.
- China - De prominente dissident Liu Jingsheng (50) wordt na meer dan tien jaar gevangenschap vrijgelaten.[8]
- Zimbabwe - Volgens onderzoek van de Economist Intelligence Unit heeft Zimbabwe de laagste levensstandaard ter wereld. Ierland heeft de hoogste levensstandaard, gevolgd door Zwitserland. Marokko is het hoogst geplaatste land van het Afrikaanse continent.[9]
- Nederland - Bisschop Muskens van Breda tipt in een interview met Nova aartsbisschop Ivan Dias van Bombay als opvolger van Paus Johannes Paulus II.[10]

### 28 november
- China - Na een explosie in een mijn in de Chinese provincie Shaanxi zitten ca. 170 kompels vast. Er is sinds de explosie geen contact meer met ze geweest. 123 mijnwerkers konden zich in veiligheid brengen.
- Roemenië - In Roemenië vinden vandaag de presidentsverkiezingen plaats. Verwacht wordt dat de strijd zich zal toespitsen tussen huidig premier Adrian Năstase en de burgemeester van Boekarest, Traian Băsescu. Deze beide kandidaten zijn voorstander van toetreding tot de EU. Indien geen van de kandidaten een meerderheid behaalt, zal een tweede stemronde op 12 december plaatsvinden.[11]
- Israël / Palestijnse Autoriteit - In onafhankelijke interviews met het Amerikaanse Newsweek geven zowel Ariel Sharon als Mahmoud Abbas te kennen elkaar begin volgend jaar te willen ontmoeten en besprekingen te willen voeren.
- Frankrijk - Volgens een peiling die vandaag in Le Dimanche wordt gepubliceerd is Charles de Gaulle (39%) de belangrijkste historische Fransman. Hij wordt gevolgd door Napoleon Bonaparte (18%), Karel de Grote (13%), Jean Jaurès, Jeanne d'Arc en Lodewijk XIV.[12]
- Nederland - Anuar Alouad Abdelkrim wint het Cameretten-festival in Rotterdam

### 29 november
- Oostenrijk/Iran - In Wenen neemt het Internationaal Atoomenergie Agentschap een milde resolutie aan over het stopgezette uranium-verrijkingsprogramma van Iran.
- Israël - De antiklerikale Shinui-partij van Tommy Lapid, tevens de grootste regeringspartner van Sharons Likoed, dreigt tegen de begroting te stemmen en op verkiezingen aan te sturen. Sharon heeft al verklaard alle ministers van Shinui te ontslaan, mochten ze hun plan uitvoeren.
- Nederland - De advocaat van Mohammed Bouyeri verliest een kort geding, waarin hij probeerde te voorkomen dat Bouyeri's foto in het programma Opsporing Verzocht in beeld zou komen.
- Roemenië - De verkiezingsuitslag geeft een te klein verschil in aantal stemmen tussen de kandidaten voor het Roemeense presidentschap om conclusies te trekken. Twee derde van de stemmen is al geteld.
- Nederland - De Rijksvoorlichtingsdienst deelt mee dat de gezondheid van prins Bernhard achteruitgaat. Hij schijnt nu ook een darmtumor te hebben.
- Nederland - Ayaan Hirsi Ali vertelt in een interview met NRC Handelsblad dat zij een vervolg schrijft op de film Submission. De nieuwe film zou Shortcut to enlightment gaan heten. Het VVD-Kamerlid blijft ondergedoken; de locatie van het interview werd geheimgehouden.
- Nederland - Tweede Kamerlid Geert Wilders zamelt geld in voor zijn politieke groepering, Groep Wilders.[13]

### 30 november
- België - Prins Filip zorgt voor een rel door politieke uitspraken over het Vlaams Belang.
- Nederland - Het inmiddels failliete Air Holland werd voor een deel gefinancierd met drugsgeld. Zeven personen die door de Nationale Recherche zijn aangehouden worden verdacht van de handel in cocaïne en/of het witwassen van opbrengsten uit drugstransacties door investeringen in de luchtvaartmaatschappij.[14]
- Iran - De hoofdonderhandelaar van Teherans atoomprogramma verklaart dat de bevriezing van Irans nucleaire activiteiten slechts van tijdelijke aard is.

<< · januari · februari · maart · april · mei · juni · juli · augustus · september · oktober · november · december · >>